# Nisída Ágioi Theódoroi
Nisída Ágioi Theódoroi är en ö i Grekland.   Den ligger i regionen Kreta, i den södra delen av landet, 270 km söder om huvudstaden Aten. Arean är 1,1 kvadratkilometer.
Terrängen på Nisída Ágioi Theódoroi är lite kuperad. Öns högsta punkt är 139 meter över havet. Den sträcker sig 1,5 kilometer i nord-sydlig riktning, och 1,7 kilometer i öst-västlig riktning.  == Kommentarer ==
1. ↑  Framräknat ur höjduppgifter (DEM 3") från Viewfinder Panoramas.[2] Mer om algoritmen finns här: Användare:Lsjbot/Algoritmer.
2. ↑  Framräknat ur höjduppgifter (DEM 3") från Viewfinder Panoramas.[2] Mer om algoritmen finns här: Användare:Lsjbot/Algoritmer.